# Fixed at Zero
Fixed At Zero é o primeiro álbum de estúdio da banda de rock alternativo VersaEmerge, lançado em 22 de junho de 2010. Este álbum foi gravado no Cheateau Relxaeau, Malibu, California, entre 2009 e 2010.

## Faixas
Todas as faixas escritas e compostas por VersaEmerge. 
| CD             |                               |         |  |
| N.º            | Título                        | Duração |  |
| 1.             | "Figure It Out"               | 3:30    |  |
| 2.             | "Mind Reader"                 | 3:49    |  |
| 3.             | "Fixed at Zero"               | 3:42    |  |
| 4.             | "You'll Never Know"           | 4:09    |  |
| 5.             | "Stranger"                    | 3:55    |  |
| 6.             | "Redesign Me"                 | 3:56    |  |
| 7.             | "Fire (Aim Your Arrows High)" | 4:43    |  |
| 8.             | "Up There"                    | 4:26    |  |
| 9.             | "Your Own Love"               | 2:57    |  |
| 10.            | "Mythology"                   | 4:35    |  |
| 11.            | "Lost Tree"                   | 7:07    |  |
| Duração total: | Duração total:                | 44:09   |  |

| Deluxe Edition |                                       |         |  |
| N.º            | Título                                | Duração |  |
| 1.             | "Father Sky"                          | 3:57    |  |
| 2.             | "Let Down"                            | 3:14    |  |
| 3.             | "Fixed At Zero" (Versão acústica)     | 4:04    |  |
| 4.             | "You'll Never Know" (Versão acústica) | 4:20    |  |
| Duração total: | Duração total:                        | 14:55   |  |